# Siège de Berg-op-Zoom (1588)
Pour les articles homonymes, voir Siège de Berg-op-Zoom.
Guerre de Quatre-Vingts Ans
Batailles
- Chronologie de la guerre de Quatre-Vingts Ans
- Valenciennes
- Austruweel
- Rheindalen
- Heiligerlee
- Jemmingen
- Jodoigne
- Brielle
- 1er Flessingue
- Malines
- Goes
- Mons
- Haarlem
- 2e Flessingue
- Borsele
- Zuiderzee
- Alkmaar
- Leyde
- Reimerswaal
- Mook
- Lillo
- Zierikzee
- 1er Anvers
- 1er Bréda
- Gembloux
- Rijmenam
- 1er Deventer
- Maastricht
- 2e Bréda
- Açores
- 2e Anvers
- 3e Anvers
- Boksum
- Zutphen
- 1er Berg-op-Zoom
- Gravelines
- 3e Bréda
- 2e Deventer
- Groningue
- Huy
- 1er Groenlo1
- 2e Groenlo
- Turnhout
- Nieuport
- Ostende
- L'Écluse
- 3e Groenlo
- Saint-Vincent
- Gibraltar
- Saint-Vincent (1621)
- 2e Berg-op-Zoom
- 4e Bréda
- 4e Groenlo
- Matanzas
- Bois-le-Duc
- Abrolhos
- Slaak
- Maastricht
- 5e Bréda
- Cabañas
- Calloo
- Les Downs
- Saint-Vincent (1641)
- Hulst
- Cavite

Le premier Siège de Berg-op-Zoom a consisté en une série de trois attaques surprises lancées par le Duc de Parme Alexandre Farnèse entre le 23 septembre 1588 et le 13 novembre 1588 lors de la guerre de Quatre-Vingts Ans. L'armée espagnole comprenait environ 5 000 hommes. Ce siège très court s'est achevé lors de l'arrivée de l'armée hollandaise commandée par Maurice de Nassau qui provoqua le retrait espagnol. Les Espagnols perdirent 500 hommes.

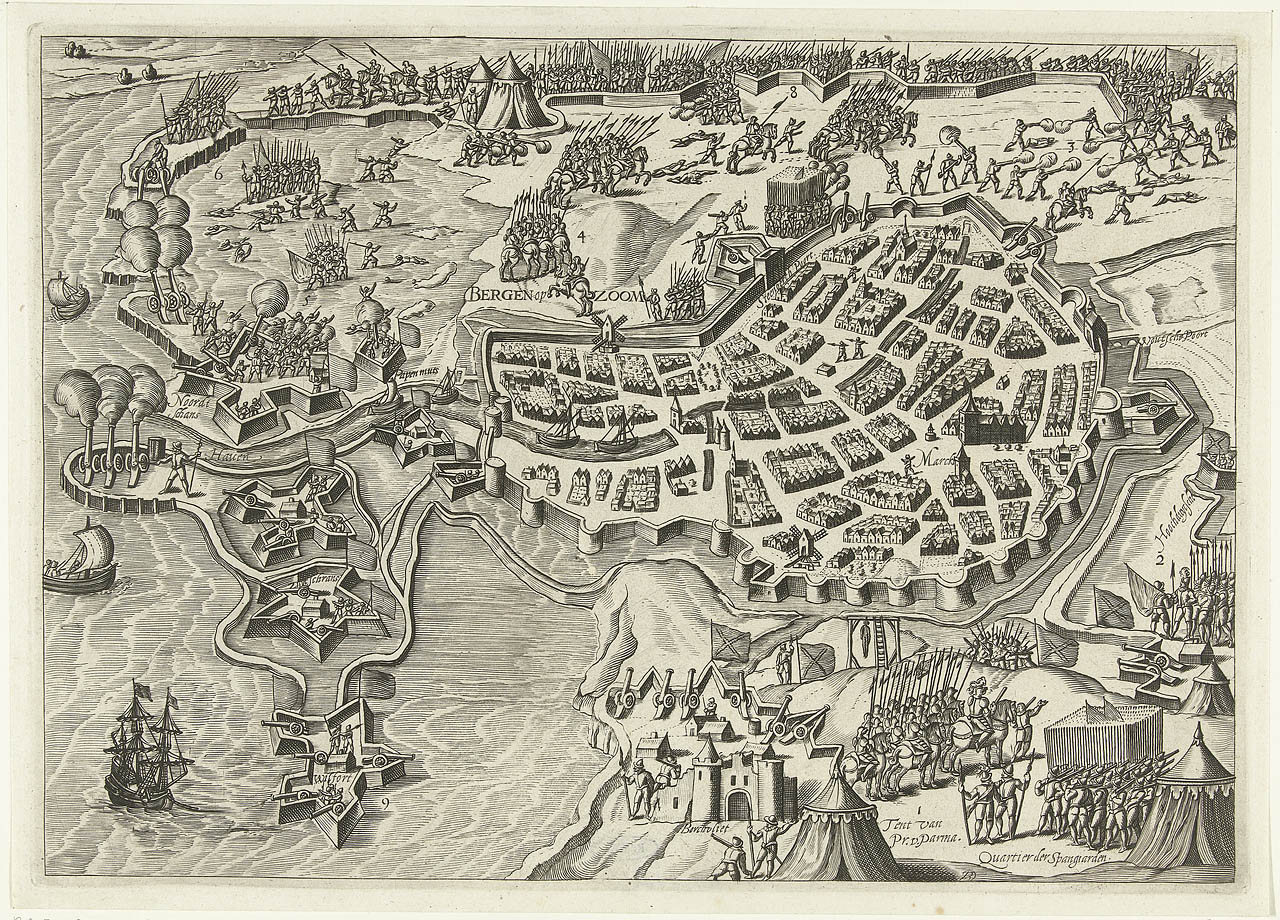
Siège de Berg-op-Zoom (1588), gravure de Bartholomeus Willemsz. Dolendo

À cause de ce siège, de la fin de l’essor économique, de l'insécurité créée par les troupes mutinées, la population de la ville a fortement diminué, passant d'environ 9 500 habitants en 1526 à 3 300 à la fin du XVIe siècle.

## Sources
- (en) Cet article est partiellement ou en totalité issu de l’article de Wikipédia en anglais intitulé « Siege of Bergen-op-Zoom (1588) » (voir la liste des auteurs).